# Спалатронисия
Спалатронисия (на гръцки: Σπαλαθρονήσια) е малък остров в Северна Гърция, част от дем Ситония, област Централна Македония. Островът е разположев в Торонийския залив и в 2001 година има 3 жители.